# 더블 식스 트라제디
더블 식스 트라제디(영어: Double Six Tragedy), 또는 더블 식스 크래쉬(영어: Double Six Crash)는 1976년 6월 6일 사바 주수상 툰 푸아드 스테픈스 및 정부 각료 피터 모준틴 등의 일대가 타고 있던 비행기가 코타키나발루 상공에서 폭파해 탑승자 전원이 사망한 사건이다. 6월 6일에 일어났다는 점에서 '더블 식스'라고 알려져 있으며, 현재까지도 이 사건은 의문으로 남아있다.

## 사고 비행기
해당 비행기는 호주산 소형 비행기인 GAF 노마드기였으며, 사바에어(Sabah Air)에 의해 관리되었다.

## 사건의 진행
해당 비행기는 1976년 6월 6일 당시 사바령이던 라부안의 라부안 공항을 출발해 코타키나발루 국제 공항에 도착할 예정이었다. 비행기가 코타키나발루 국제 공항 부근의 슴불란 구역(코타키나발루 내)에 달했을 때, 갑작스럽게 폭파함으로써 탑승자 전원이 사망하였다. 비행기 안에는 당시 사바 주수상이었던 툰 푸아드 스테픈스, 장관들이었던 살레 술롱, 피터 모준틴, 총티엔분, 그리고 차관이었던 다리우스 비니온 등이 탑승하고 있었으며, 그밖에도 재무부 관계자였던 와히드 피터 안다우, 경제계획 책임자였던 셰드 후세인 와파, 이삭 아탄, 군 하사이자 툰 푸아드의 경호원이었던 사이드 모하마드, 기장 간디 나단도 타고 있었다. 툰 푸아드의 장남이었던 조하리 스테픈도 탑승자들 중 하나였다.

## 논란과 의혹

### 연방정부의 개입
현재 이 사건의 발생 이유는 확실하지 않지만, 한 가지 설 중 하나는 연방정부의 개입 논란이다. 이 논란에 따르면, 연방정부가 사바의 분리독립을 차단하려는 의도로 꾸민 음모라는 것이다.
사바는 1963년 8월 31일까지 영국의 보호령으로 있었으며, 이후 주권국가로 독립하였다. 그러나 얼마 후 말라야 연방 정부가 불법적으로 합병하여 말레이시아의 일원이 되었고, 해당 말레이시아 조약이 1965년 8월 9일 싱가포르의 탈퇴로 무효가 되었음에도 불구하고 정부가 이를 인정하지 않아, 사바는 사라왁과 함께 말레이시아에 남게 되었다. 그리고 그 후, 아무런 통보도 없이 주로 승격되었으며, 이후 말레이시아 연방 정부는 사바의 분리독립을 차단하려는 움직임을 보였다.
사바에는 천연가스가 많은데, 당시 말레이시아 연방 정부는 이 천연가스가 팔릴 경우 사바의 경제 수준이 말라야 본토를 앞지르고, 그렇게 될 경우 분리독립할 것을 우려해 자원의 사용량 등을 철저히 통제하였다. 그러나 이는, 정부가 마치 기생충처럼 과실만 빼먹듯 자원만 빼간 뒤 사바를 독립시키든 말든 하려는 의도라고 비판을 받는다. 당시 말라야 본토의 연방 정부는 사바 정부와 주수상 툰 푸아드에게 '자원 사용을 위해 5%의 로열티를 지불할 것'을 요구했는데, 이것의 문제를 알아챈 툰 푸아드는 이를 일방적으로 거부했다. 이는 곧 연방정부를 자극했고, 집권당 또는 파시즘 원리주의자(여기서는 사바, 사라왁은 말할 것도 없고, 브루나이, 싱가포르, 심지어는 인도네시아 등 이웃나라들을 말레이시아로 합병시키려는 극단주의 세력들만을 말한다)들을 비밀리에 지원해 비행기를 폭파시켰다는 얘기다. 그러나 이는 한 가지 논란일 뿐, 아무것도 확실한 바가 아니다. 푸아드의 사후 새 주지사로 선출된 해리스 살레는 당시 연방정부로부터 요구받은 위의 조약을 체결했고, 추후 연방정부로부터 제의받은 또다른 조약 - 사바령 라부안을 말레이시아 연방정부가 가져가 연방특별구의 하나로 만든다 - 을 체결하여 사바 독립파들을 자극하는 계기가 된다.

### 엔진의 오작동
해당 사고 비행기가 호주 비행기였다는 점을 감안해, 호주 정부는 사건을 조사하기 위해 네 명의 사람을 보냈다. 당시 그들의 조사에 따르면, 일부 기계가 오작동했다고 하지만, 해당 조사는 임시 조사였으며, 아무것도 확실한 바 아니다.

## 사건 이후
사건 당일 오후, 부주수상였던 해리스 살레가 주수상직을 승계하였으며, 사고 지역에 희생자들을 추모하는 더블 식스 모뉴먼트(Double Six Monument)가 설치되었다.
한편 미해결 의문 사건임에도 불구하고 연방정부의 음모라는 주장은 여전하며, 일부 사바 독립파들은 이를 사실처럼 주장하기도 한다. 하지만 2014년 11월 개정 및 강화된 선동처벌법에 따라, 해당 주장은 원칙적으로 처벌을 받을 수도 있다.